# Liste der Stolpersteine in Finnentrop
In der Liste der Stolpersteine in Finnentrop werden die vorhandenen Gedenksteine aufgeführt, die im Rahmen des Projektes Stolpersteine des Künstlers Gunter Demnig in Finnentrop im Ortsteil Lenhausen bisher verlegt worden sind.
| Adresse                                                | Name            | Inschrift | Verlegedatum    | Bild | Anmerkung                                                           |
| ------------------------------------------------------ | --------------- | --- | --------------- | ---- | ------------------------------------------------------------------- |
| Lenhausen Alte Schloßstraße 7 Feuerwehrhaus (Standort) | Meier Max Jacob | Hier wohnte Meier Max Jacob Jg. 1885 deportiert 1942 Zamosc tot Nov. 1942                                                                                                   | 6. Februar 2014 |      | geboren am 20. Februar 1885 in Freienohl                            |
| Lenhausen Alte Schloßstraße 7 Feuerwehrhaus (Standort) | Jenny Jacob     | Hier wohnte Jenny Jacob geb. Grüneberg Jg. 1883 deportiert 1942 Zamosc tot Mai 1942                                                                                         | 6. Februar 2014 |      | geboren am 26. März 1883 in Allendorf laut Quelle geborene Grünberg |
| Lenhausen Alte Schloßstraße 7 Feuerwehrhaus (Standort) | Erich Jacob     | Hier wohnte Erich Jacob Jg. 1911 verhaftet 1937 'Rassenschande' Gefängnis Siegen 1939 Buchenwald auf Flucht erschossen 10.11.1939                                           | 6. Februar 2014 |      | geboren am 20. Mai 1911 in Meschede                                 |
| Lenhausen Alte Schloßstraße 7 Feuerwehrhaus (Standort) | Henny Jacob     | Hier wohnte Henny Jacob verh. Vogelsang Jg. 1913 Flucht 1937 Belgien Frankreich versteckt gelebt befreit / überlebt                                                         | 6. Februar 2014 |      |                                                                     |
| Lenhausen Alte Schloßstraße 7 Feuerwehrhaus (Standort) | Ilse Jacob      | Hier wohnte Ilse Jacob verh. Barnich Jg. 1915 Flucht 1939 England überlebt                                                                                                  | 6. Februar 2014 |      |                                                                     |
| Lenhausen Alte Schloßstraße 7 Feuerwehrhaus (Standort) | Werner Jacob    | Hier wohnte Werner Jacob Jg. 1920 deportiert 1943 Auschwitz-Birkenau Monowitz/Jawoschnow Sachsenhausen/Buchenwald 1945 Todesmarsch Flucht versteckt gelebt befreit/überlebt | 6. Februar 2014 |      |                                                                     |
| Lenhausen Alte Schloßstraße 7 Feuerwehrhaus (Standort) | Grete Jacob     | Hier wohnte Grete Jacob Jg. 1921 deportiert 1942 Zamosc ermordet | 6. Februar 2014 |      | laut Quelle geboren am 1. November 1922 in Meschede                 |